# Olaf Burmeister
Olaf Burmeister (* 1. November 1960 in Altentreptow) ist ein deutscher Schauspieler.

## Leben
Burmeister absolvierte von 1984 bis 1988 das Schauspielstudium an der Theaterhochschule Hans Otto Leipzig. Er war unter anderem am Schauspiel Leipzig und am Staatsschauspiel Dresden engagiert und arbeitete dort mit Regisseuren wie Wolfgang Engel, Thomas Langhoff und Johanna Schall zusammen. Zudem arbeitet Burmeister auch als Gast am Theater, so zuletzt für die Bad Hersfelder Festspiele im Jahr 2009 und in dem Stück „Die Grönholm-Methode“ in der Rolle des Enrique im Theaterkahn Dresden.
Neben seiner Theatertätigkeit arbeitet Burmeister auch für Film- und Fernsehproduktionen, so war er beispielsweise in Afrika, mon amour, Die Frau vom Checkpoint Charlie und R. I. S. – Die Sprache der Toten zu sehen. Seit Januar 2008 (Folge 483) spielt Burmeister die Rolle des Dr. Heiner Zech in der Kinder- und Jugendserie Schloss Einstein. Im Januar 2014 war in der Rolle des Dieter Brähmer in der Tatort-Folge Franziska zu sehen. In der sechsteiligen Miniserie Sedwitz mimte Burmeister den Major Neubert. Burmeister wirkte bisher in über 60 Film-und-Fernsehproduktionen mit.
Burmeister lebt in Leipzig.

## Filmografie
- 1986: Käthe Kollwitz
- 1999: Tatort: Todesangst (Fernsehreihe)
- 2000: Verlorene Flügel
- 2001: Alphateam – Die Lebensretter im OP (Fernsehserie, 1 Folge)
- 2002–2025: In aller Freundschaft (Fernsehserie, 4 Folgen, verschiedene Rollen)
- 2003: Der zweite Frühling
- 2003: Tierärztin Dr. Mertens (Fernsehfilm)
- 2004: Hallo Robbie! (Fernsehserie, 1 Folge)
- 2004: Unser Charly (Fernsehserie, 2 Folgen, verschiedene Rollen)
- 2004: Hunger auf Leben
- 2005: Katze im Sack
- 2005: Sommer vorm Balkon
- 2005: Meine große Liebe
- 2005: Die schönsten Jahre
- 2005: Liebesspiel
- 2006: Anja & Anton (Fernsehserie, 2 Folgen)
- 2006–2007: Tierärztin Dr. Mertens (Fernsehserie, 3 Folgen)
- 2007: Die Frau vom Checkpoint Charlie (2. Teil)
- 2007: Afrika, mon amour (TV-Dreiteiler)
- 2007: Vaterherz
- 2007: Rosa Roth – Der Tag wird kommen (Dreiteiler)
- 2007: Tatort: Schwelbrand
- 2007: R. I. S. – Die Sprache der Toten (Fernsehserie, Folge: Puzzle)
- 2007: Free Rainer – Dein Fernseher lügt
- 2008: 10 Sekunden
- seit 2008: Schloss Einstein (Fernsehserie)
- 2009: Schwerkraft
- 2009: Liebe Mauer
- 2010: Mord mit Aussicht (Fernsehserie, Folge: Tödlicher Lehrstoff)
- 2011: Notruf Hafenkante (Fernsehserie, Folge: Männer sind Schweine)
- 2011: SOKO Leipzig (Fernsehserie, Folge: Im Schattenreich)
- 2012: Stralsund: Blutige Fährte (Fernsehreihe)
- 2012: Morden im Norden (Fernsehserie, Folge: Duft des Todes)
- 2012: Die Männer der Emden
- 2012: Alles Klara (Fernsehserie, 1 Folge)
- 2012: Der Turm (TV-Zweiteiler)
- 2013: Küstenwache (Fernsehserie, Folge: Dunkle Verschwörung)
- 2013: Tod an der Ostsee
- 2013: Lerchenberg (Fernsehserie, 1 Folge)
- 2013: König von Deutschland
- 2013: Zum Geburtstag
- 2014: Tatort: Franziska
- 2014: Tiere bis unters Dach (Fernsehserie, 2 Folgen)
- 2014: Verbotene Liebe (Fernsehserie, 15 Folgen)
- 2014: Polizeiruf 110: Eine mörderische Idee (Fernsehreihe)
- 2015: Sedwitz (Miniserie)
- 2016: Mitten in Deutschland: NSU: Die Täter – Heute ist nicht alle Tage (Fernsehreihe)
- 2016: Operation Naked
- 2016: Ein Mann unter Verdacht
- 2017: Timm Thaler oder Das verkaufte Lachen
- 2018: In aller Freundschaft – Die jungen Ärzte (Fernsehserie, Folge: Hohe Erwartungen)
- 2018–2023: SOKO Wismar (Fernsehserie, 2 Folgen, verschiedene Rollen)
- 2019: Walpurgisnacht
- 2019: Kranke Geschäfte
- 2019: Preis der Freiheit (TV-Dreiteiler)
- 2021: Polizeiruf 110: An der Saale hellem Strande
- 2021: Die Brüder Grimm – Mehr als Märchen[9]
- 2022: Freunde sind mehr – Viergefühl (Fernsehreihe)
- 2022: Krakonos Geheimnis (Krakonošovo tajemství)
- 2022: Babylon Berlin (Fernsehserie, 1 Folge)

## Hörspiele
- 1993: Ádám Bodor: Die Außenstelle – Regie: Peter Groeger (Hörspiel – MDR/ORF)